# ABM Industries
ABM Industries, Inc., (NYSE: ABM), är ett amerikanskt bolag som specialiserar sig inom facility management i områden som vaktmästeri, säkerhet, underhåll– och reparationer, parkeringsservice, service av laddstationer för elektriska fordon, trädgårdsservice och energilösningar och som utför tjänsterna i allt från små lokala banker och skolor till stora flygplatser, kontorlandskap för stora bolag och militärbaser i USA och Puerto Rico samt internationellt som länder som Afghanistan, Danmark, Egypten, Frankrike, Förenade Arabemiraten, Italien, Japan, Kanada, Lettland, Mexiko, Nigeria, Saudiarabien, Sydafrika, Thailand och Turkiet.